# ジョン・ガーランド (銃器設計者)

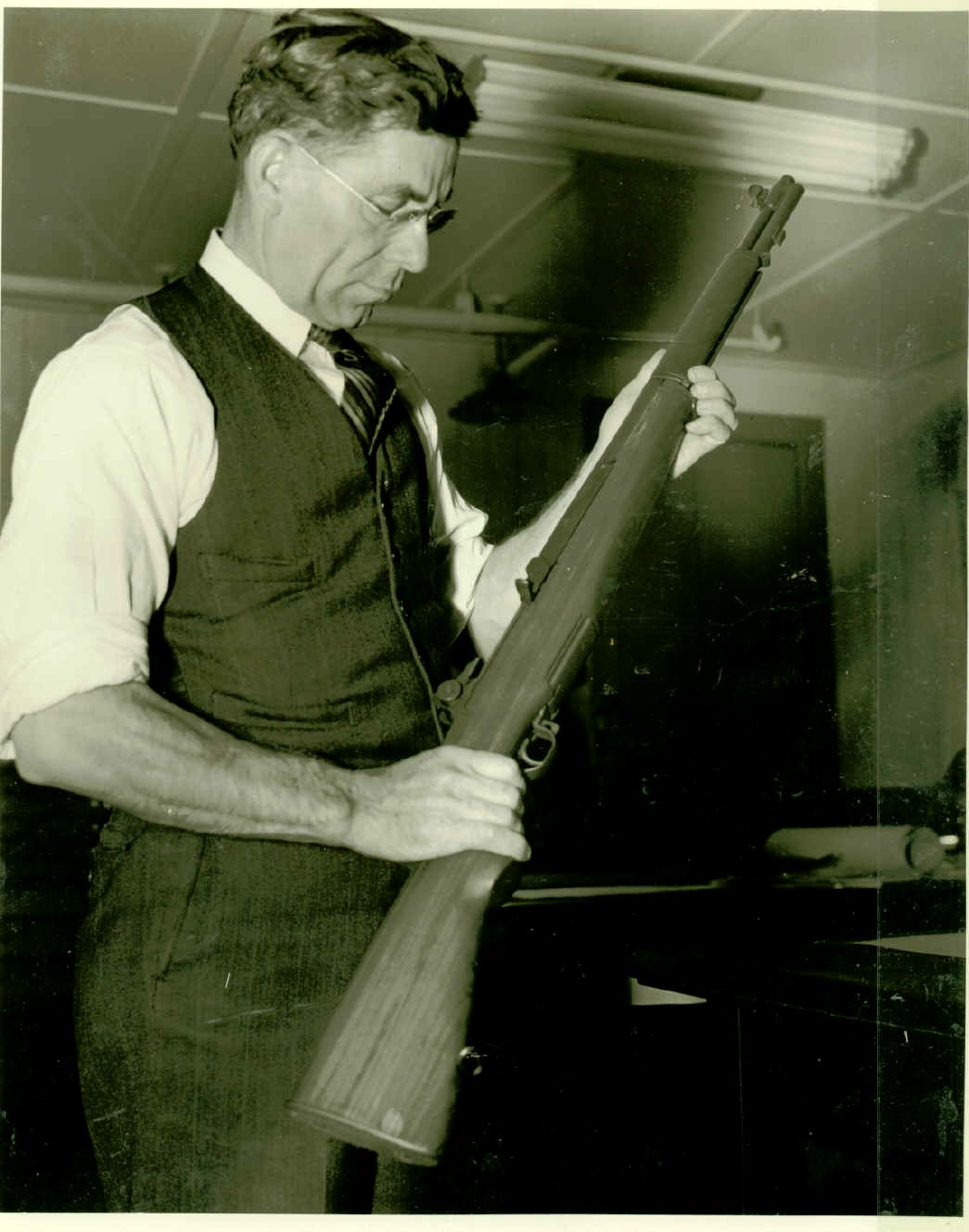
M1小銃を手にするガーランド

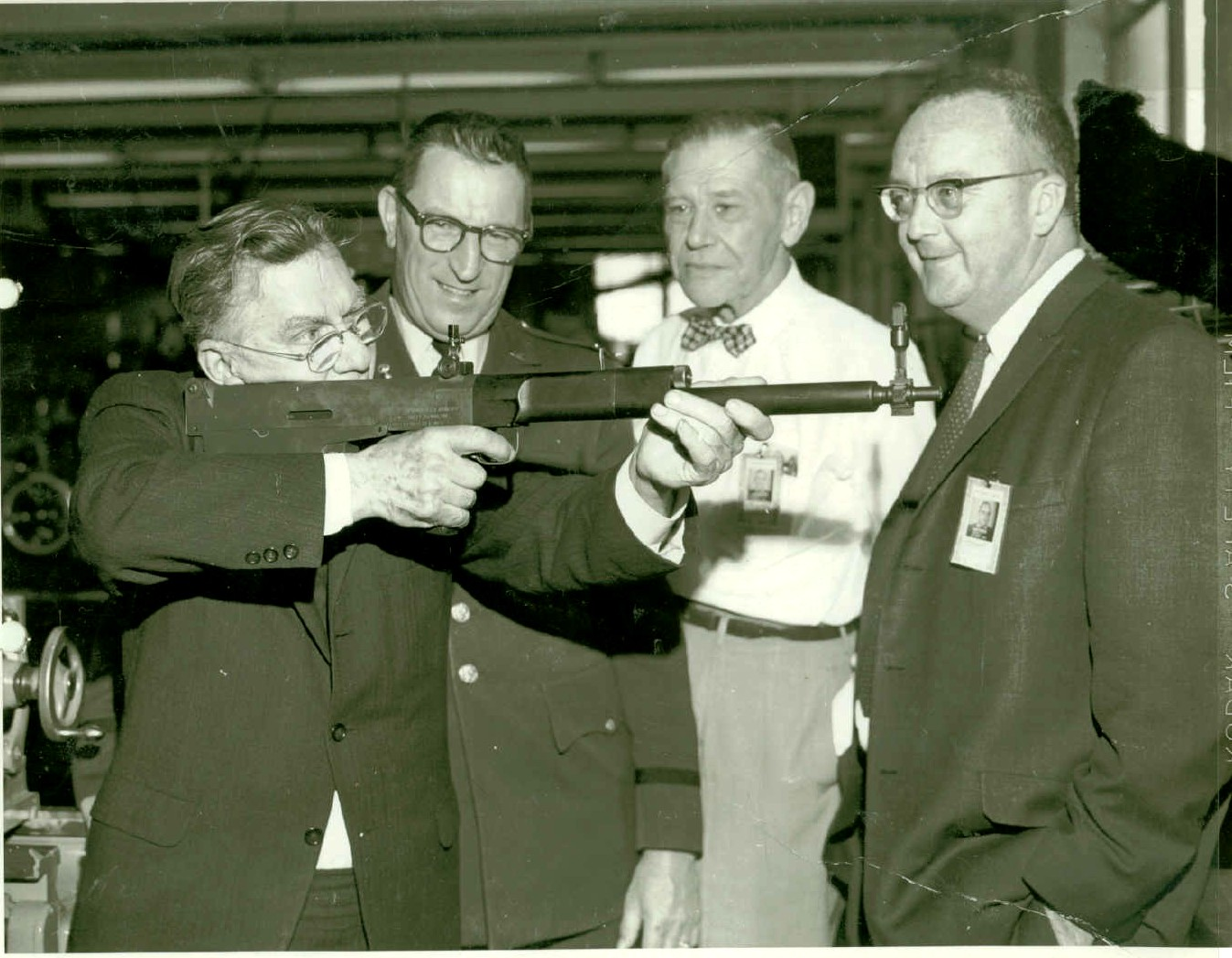
T31小銃を構えるガーランド

ジョン・キャンティアス・ガーランド（John Cantius Garand, 1888年1月1日 - 1974年2月16日）は、カナダ系アメリカ人の銃器設計者。世界で初めて主力歩兵銃として成功した軍用半自動小銃とも言われるM1ガーランド小銃の設計者として知られる。名をフランス風にジャン(Jean)とすることもある。

## 来歴・人物
ガーランドはケベック州サン＝レミにて、フランス系カナダ人の家系に生まれた。彼が幼い頃、一家はコネチカット州ジュエットシティに移住した。11歳まで学校に通った後、織物工場に就職して機械工となる。やがて機械工として十分な経験を積んだ彼は、ロードアイランド州プロビデンスの機材工場に移った。
彼は機械工として働く傍ら、趣味として標的射撃も行なっており、やがて銃器の設計にも興味を持つようになる。1917年にはいくつかの仕事を転々とした。その年、アメリカ陸軍では新規調達する軽機関銃の設計案を募集していたが、ガーランドも設計案を提出しており、最終的には彼の設計案が戦争省により採用された。彼は国立標準局の職員たる身分を付与され、自らの設計案に基づいた軽機関銃の開発に乗り出す。最初のモデルは1919年に完成したが、既に第一次世界大戦が終結していた為に採用は見送られた。しかし、政府当局はガーランドにスプリングフィールド造兵廠付技師という新たな身分を与えて引き続き銃器設計に当たらせた。
スプリングフィールド造兵廠にて彼に課せられた使命は、半自動歩兵銃およびカービン銃の開発であった。歩兵銃設計にあたり、彼はいくつかの予備的設計を行ったほか、陸軍から随時送られてくる細部の要求等を採用していった結果、開発期間は15年間まで延長された。1934年、ガーランドは新形歩兵銃、すなわちM1ガーランド小銃の特許を取得した。1936年には量産が開始される。1940年代後半から1950年代初頭にかけて、ガーランドはブルパップ方式小銃を設計・試作している。その小銃はM1小銃と同様の銃弾を使用するが、構造は大きく異なっていた。セレクティブ・ファイア機能を備えており、連射性能は600rpm程度だった。1953年、M1小銃の退役が決定するが、ブルパップ方式試作銃T31は依然として不完全であった。プロジェクトは放棄され、試作銃は1961年よりスプリングフィールド造兵廠博物館が所蔵している。
彼はM1小銃設計を始めとするスプリングフィールド造兵廠勤務中の功績により、1941年には功績章(Meritorious Service Medal)が、1944年3月28日にはメリット・メダル(Medal for Merit)が授与された。ガーランドは自らの設計について、使用料を一切とらなかった。アメリカ合衆国議会では彼の功績に対して100,000米ドルを支払おうという法案が提出されたこともあるが、これは通過しなかった。ガーランドは技師としての一線を退いた後も相談役として務め、1953年に引退した。
ガーランドはいわゆる核時代においてさえ、歩兵銃の重要性は変わらないと考えていた。あるインタビューでは、「戦争に根本的な変化がない限り、ライフルが不要になることはない」、「原爆、誘導弾、ロケット、その他諸々があったとしても、地域を掃討し、占領し、維持するためにはライフルを持った歩兵が必要だ」と答えている。
1974年2月16日、マサチューセッツ州スプリングフィールドのワッソン記念病院（Wasson Memorial Hospital）にて死去。
ガーランドはフランス系カナダ人の未亡人ネリー・ブルース・シェパード（Nellie Bruce Shepard, 1900年8月3日 - 1986年2月25日）と、1930年9月6日にニューヨーク州オールバニにて結婚式を上げている。彼らは娘と息子を1人ずつ儲けたほか、シェパードの連れ子である2人の娘がいた。

## 名前の発音について
彼の名前である「ガーランド」(Garand)の発音について、[ɡəˈrænd]か[ˈɡærənd]のどちらが正しいのかという議論がある。ジョン・ガーランドの子孫とその友人であるジュリアン・ハッチャーは、後者がより近いと主張している。